# District de Liestal
Le district de Liestal est un des cinq districts du canton de Bâle-Campagne. Il compte 62 670 habitants pour une superficie de 85,83 km2. Le chef-lieu est Liestal.

## Communes
Le district compte 14 communes :
| Nom         | N° OFS | Population (décembre 2022) |
| ----------- | ------ | -------------------------- |
| Arisdorf    | 2821   | +001 708,                  |
| Augst       | 2822   | +001 057,                  |
| Bubendorf   | 2823   | +004 439,                  |
| Frenkendorf | 2824   | +006 507,                  |
| Füllinsdorf | 2825   | +004 646,                  |
| Giebenach   | 2826   | +001 120,                  |
| Hersberg    | 2827   | +000362,                   |
| Lausen      | 2828   | +005 772,                  |
| Liestal     | 2829   | +015 420,                  |
| Lupsingen   | 2830   | +001 504,                  |
| Pratteln    | 2831   | +016 458,                  |
| Ramlinsburg | 2832   | +000744,                   |
| Seltisberg  | 2833   | +001 301,                  |
| Ziefen      | 2834   | +001 632,                  |
| Total       | Total  | +062 670,                  |